# Господа-товарищи
«Господа-товарищи» — российский телевизионный сериал.

## Сюжет
Фильм повествует о работе Московского уголовного розыска в годы Гражданской войны в России. Сразу после революции старые профессионалы уголовного сыска были отстранены от работы. Однако разгул бандитизма показал, что одной только большевистской идейности мало, чтобы противостоять преступности.
Так в МУР приходит бывший следователь сыскной полиции Николай Вараксин. У него в напарниках оказывается новичок уголовного розыска, матрос Балтийского флота Пётр Соколов. Оба совершенно разные по происхождению, возрасту и жизненному опыту, настолько, что между ними сразу возникает неприязнь, но «классовым врагам» приходится работать сообща.

## Содержание серий
Сериал состоит из 8 фильмов, каждый по 2 серии.
Попрыгунчики (Фильм 1)
В Москве орудует кровавая банда «попрыгунчиков». Однажды жертвой их нападения становится Анна Вараксина, которая по счастливой случайности остаётся в живых. Её родной брат Николай Вараксин, бывший следователь царского уголовного сыска, понимая, что его сестре теперь грозит смертельная опасность, решает помочь новому советскому уголовному розыску в поимке банды. В напарники к нему придают матроса-балтийца Петра Соколова. К удивлению сотрудников МУРа, Вараксин сразу же идёт в архив царского уголовного сыска и там выясняет, что похожие преступления совершала банда Ивана Бальгаузена…
Мурка (Фильм 2)
Банда Сабана расстреливает целое отделение советской милиции. Николай Вараксин, к этому времени уже твёрдо решивший бороться с преступностью в составе советского МУРа, разрабатывает план, как выманить банду Сабана с Хитровкого рынка. Для этого на Хитровку решают заслать Соколова под видом матроса-анархиста, примкнувшего к питерским уголовникам.
Неуловимый (Фильм 3)
Банда некоего «Кошелька», остановила автомобиль самого товарища Ленина. Высадив Владимира Ильича из машины, бандиты уезжают на ней. Домбергсу поставлена задача: немедленно найти и обезвредить наглых бандитов. Расследование преступления поручается Николаю Вараксину и его напарнику Соколову.
Веер дьявола (Фильм 4)
Неизвестная банда убивает четырёх человек, один из которых — маленькая девочка. Тела убитых разложены веером. В МУРе потрясены жестокостью преступления, но совершенно не знают, как искать преступников. Даже Николай Вараксин не может вспомнить ничего похожего из своей практики. Начинается расследование. Вскоре выясняется, что «ниточки» преступлений тянутся к местному госпиталю…
Оборотень (Фильм 5)
В провинциальном городке при странных обстоятельствах пропал начальник местной милиции. Его заместитель уверен, что того убил оборотень в виде огромного волка, легенда о котором ходит среди местных жителей. Петра Соколова отправляют в командировку в этот городок. Спустя некоторое время Николай Вараксин, который лежит в госпитале с ножевым ранением, получает телеграмму из этого городка: Соколов пропал без вести. Вараксин сбегает из госпиталя. Приехав и осмотрев место исчезновения Соколова, Вараксин понимает, что это была инсценировка.
Маньяк (Фильм 6)
Убита молодая женщина, на её лице кровью нарисована маска, наподобие карнавальной. Её муж, известный адвокат Фролов, говорит Вараксину, что это дело рук маньяка-убийцы Шишковского, адвокатом которого он был на судебном процессе ещё до революции. Со временем становится очевидным, что убийца охотится на телефонисток. Это подтверждает версию о том, что преступник не маньяк, и у него есть веские мотивы для этих преступлений. Вскоре Вараксин выходит на предполагаемого убийцу — это некто по кличке Клин, уголовник с большим стажем.
Чёрный человек (Фильм 7)
Исчезает бесследно один из ближайших соратников Феликса Дзержинского, командир эскадрона Дадиани. Вскоре его тело находят, он был сожжён заживо. ЧК берёт это дело на особый контроль. Выясняется, что преступники орудуют под видом чекистов. Вскоре «чекисты» похищают и матроса Соколова. Николай Вараксин пытается выяснить, что могло связывать Соколова и этих жестоких преступников. И хотя Пётр Соколов уверяет, что никогда о Ларине и Дадиани не слышал, Вараксин считает, что какая-то связь есть.
Марафет (Фильм 8)
Вараксин во время следственного эксперимента обезоружил милиционера и отпустил преступника по кличке Старшой. Его поступок поверг в шок тех, кто его знал по работе в милиции. Только начальник МУРа Домбергс знал, в чём дело…

## Персонажи

### В главных ролях
| Актёр               | Роль                                                               |
| ------------------- | ------------------------------------------------------------------ |
| Александр Домогаров | Николай Александрович Вараксин, бывший следователь сыскной полиции |
| Елизавета Нилова    | Анна Александровна Вараксина                                       |
| Вячеслав Крикунов   | Пётр Иванович Соколов, матрос-балтиец, сотрудник УгРо              |
| Сергей Сосновский   | Рихард Оттович Домбергс, начальник МУРа                            |
| Виктор Низовой      | Колодяжный, сотрудник УгРо                                         |
| Фёдор Лавров        | Гуртовой, заместитель начальника МУРа, чекист                      |

### В ролях
| Актёр                        | Роль                                                                         |
| ---------------------------- | ---------------------------------------------------------------------------- |
| Анна Казючиц                 | Катя                                                                         |
| Сергей Угрюмов               | Денис Нагулин                                                                |
| Никита Прозоровский-Семёнов  | Павел Анатольевич Кушнарёв, профессор, преподаватель курсов рабочей молодёжи |
| Иван Агапов                  | киношник                                                                     |
| Евгений Атарик               | Семён (Свищ)                                                                 |
| Сергей Жарков                | Леонид Мотылёв (Мотыль), «попрыгунчик»                                       |
| Максим Важов                 | Фофан                                                                        |
| Алексей Гущин                | архивариус                                                                   |
| Тимур Савин                  | Миша                                                                         |
| Сергей Афанасьев             | скупщик краденого                                                            |
| Юлия Галкина                 | Мария Савельева (Мурка)                                                      |
| Евгений Кулаков              | Пашка                                                                        |
| Сергей Вещев                 | Коненков, информатор                                                         |
| Максим Литовченко            | Алекс, жених Анны, дипломат                                                  |
| Сергей Комаров               | Сабан («Чёрный мститель»), главарь банды                                     |
| Олег Васильков               | Мишка-Чума, главарь банды                                                    |
| Юрий Иванов                  | «Сивый», авторитетный вор                                                    |
| Марина Куделинская           | хозяйка притона                                                              |
| Кирилл Болтаев               | Чалый                                                                        |
| Михаил Солодко               | Костыль                                                                      |
| Константин Глушков           | Гришка-Адвокат                                                               |
| Виктор Конухин               | «Нара»                                                                       |
| Ксения Кузнецова             | Тамара, певица в ресторации «Эльдорадо»                                      |
| Андрей Иванов                | Яков Кошельков («Кошелёк»), главарь банды                                    |
| Дмитрий Мирон                | Калина, сообщник «Кошелька»                                                  |
| Георгий Тополага             | Панкратов, начальник отдела ВЧК                                              |
| Андрей Харенко               | Агент Гуртового                                                              |
| Сергей Загребнев             | Охрименко, караульный                                                        |
| Юрий Скулябин                | «Штырь», уголовник                                                           |
| Андрей Свиридов              | «Бурый», бандит из банды «Кошелька»                                          |
| Юлия Пивень                  | Лидия Алексеевна Аксёнова, медсестра в госпитале                             |
| Владимир Большов             | Сергеев-Осипов (Мишка Культяпый)                                             |
| Людмила Свитова              | Ниночка Белоусова, санитарка в госпитале                                     |
| Михаил Дорожкин              | Федор Макарович Ширяев, начальник хозчасти госпиталя                         |
| Игорь Ларин                  | Антон Мещерский, сын коллекционера                                           |
| Михаил Слесарев              | Аркадий Ильич Покровский, хирург в госпитале                                 |
| Анатолий Горячев             | Семён Аркадьевич, патологоанатом                                             |
| Виктор Мазуренко             | Тимофей Ильич Барышев, сатанист                                              |
| Роман Фролов                 | Фрол                                                                         |
| Николай Качура               | Василий Тихомолов, следователь из Самары                                     |
| Роман Артемьев               | Василий Мельников, милиционер                                                |
| Надежда Бутырцева            | Наталья Андреевна Повалишина, бывшая графиня                                 |
| Юрий Чернов                  | Игнат, слуга графини                                                         |
| Александр Бобров             | Никита, сын графини                                                          |
| Игорь Хрипунов               | Сазонов («Сазон»), глава банды                                               |
| Ксения Черноскутова          | Анфиса Петровна                                                              |
| Сергей Шеховцов              | Михееич, крестьянин                                                          |
| Владимир Тимофеев            | Тимофей, крестьянин                                                          |
| Денис Надточий               | Фёдор, крестьянин                                                            |
| Полина Сыркина               | Юля Панкратова, телефонистка                                                 |
| Давид Бродский               | Вениамин Ильич Фролов, адвокат Шишковского                                   |
| Ирина Пулина                 | Полина Астрова, актриса                                                      |
| Геннадий Семёнов             | начальник телефонной станции                                                 |
| Зинаида Матросова            | Роза Марковна, соседка Соколовых                                             |
| Константин Пузанов           | Егор Клинкин («Клин»), уголовник                                             |
| Александр Матросов           | Семён Клюев, сослуживец Петра                                                |
| Елена Махова                 | Елизавета Митрофанова, вдова                                                 |
| Максим Заусалин              | Аркадий Дудницкий                                                            |
| Наталия Селиверстова         | Серафима Ларина                                                              |
| Дмитрий Гусев                | пономарь                                                                     |
| Инна Хотеенкова              | Дуся                                                                         |
| Виталий Егоров               | Иван Карлович Штерн, доктор                                                  |
| Александр Рапопорт           | Фёдор Михайлович, хозяин Лиговки                                             |
| Елизавета Пащенко            | Настя, заблудшая девушка                                                     |
| Дмитрий Калязин              | Саша-Шпендель, мелкий уголовник, друг Насти                                  |
| Юрий Гурьев                  | отец Дмитрий, настоятель храма                                               |
| Олег Кныш                    | «Чёрт» («Младшой»), бандит-налётчик                                          |
| Михаил Негин                 | «Левша», бандит                                                              |
| Сергей Синцов                | «Мерин», бандит                                                              |
| Александр Марушев            | Павел Чертков («Старшой»), бандит, брат «Чёрта»                              |
| Радмил Хайрутдинов           | Борисов, молодой милиционер                                                  |
| Александр Михайлов-Уральский | начальник УГРО Петрограда                                                    |
| Маргарита Шилова             | хозяйка квартиры                                                             |
| Ольга Бынкова                | девица в ресторане                                                           |
| Игорь Сыхра                  | дворник                                                                      |
| Денис Филимонов              | Жорж, спекулянт                                                              |
| Александр Сухинин            | извозчик                                                                     |
| Артур Булдыженко             | цыган в ресторане                                                            |
| Алексей Адаменко             | налётчик                                                                     |
| Александр Печенин            | охранник в больнице                                                          |
| Юрий Лопарёв                 | торговец на рынке                                                            |
| Артурс Пуполс-Кочаневский    | буржуй в кинотеатре                                                          |
| Максим Башкин                | возчик                                                                       |
| Александр Никольский         | начальник отдела милиции                                                     |
| Игорь Мужжухин               | старший чекист                                                               |
| Константин Соколов           | молодой охранник                                                             |
| Тамара Цыганова              | сиделка Кати                                                                 |
| Андрей Новиков               | Мартын, главарь банды                                                        |
| Борис Эстрин                 | метрдотель ресторации «Эльдорадо»                                            |
| Владимир Горюшин             | сторож в Меховом товариществе                                                |

## Съёмочная группа
- Режиссёры — Василий Сериков, Всеволод Аравин, Алексей Рудаков
- Сценаристы — Алексей Каранович, Светослав Пелишенко, Игорь Осипов, Андрей Бережанский, Илья Макаров, Дмитрий Загребаев
- Операторы — Степан Коваленко, Димитрий Масс, Виктор Макаров
- Композитор — Вячеслав Одаховский
- Художник — Олег Ухов
- Продюсеры — Ольга Манеева, Илья Макаров, Елена Метликина, Ольга Васильева

## Название
Первоначально сериал должен был называться «Злодеи», однако с этим названием съёмочную группу преследовали неудачи. Например, нужно было снять запорошенную снегом дорогу в морозный день, как на следующее утро наступала оттепель, всё таяло, и в результате съёмки переносились. И только когда сериалу дали название «Господа-товарищи», злоключения киногруппы прекратились.

## Производство
Кинокомпании «Артлайн» и «Феникс-фильм».

## Места съёмок
Сериал снимали в Москве, Владимире, Суздале и Санкт-Петербурге.

## Премьера
Сериал впервые вышел на телеэкраны в Израиле на 9 канал (Израиль) 18 апреля 2014 года. Украинский телеканал Интер (телеканал) начал показ сериала 1 декабря 2014 года. 16 февраля 2015 года сериал впервые вышел на Первом канале.